# 위저드리 VII: 검은 학자의 십자군
《위저드리 VII: 검은 학자의 십자군》는 서테크가 제작한 1992년 롤플레잉 비디오 게임이다. 《위저드리》 시리즈의 일곱 번째 본편으로 본래 MS-DOS 플랫폼으로 개발됐다.
전작과 대비되는 중세 판타지와 SF 세계관을 결합한 혼합적 세계관이 특징이다. 《위저드리 VI》의 결말에서 우주 대장간을 통해 발견된 행성 '가디아'로 영웅들이 모험을 계속하는 것으로 이야기가 이어지며, 전작의 세이브 데이터를 불러들여 이어할 수 있다. 새로운 무대 가디아에서 악당 검은 학자보다 앞서서 우주의 비밀이 담긴 마법의 천체본 '우주의 여주인'을 찾는 것이 최종목표이다.
새로운 행성 가디아에서 플레이어는 비선형 방식으로 다양한 장소로 이동하며 게임을 진행한다. 가디아의 세력들을 대표하는 논플레이어 캐릭터와 실시간으로 교류하는 것이 게임의 핵심으로, 이들을 통해 정보를 획득하고 임무를 수행하며 캐릭터를 성장시킬 수 있다. 캐릭터의 종족 및 직업 간 차별화가 더욱 강화돼 각 특성마다 캐릭터 능력치를 강화하는 효과가 생긴다.
1995년에 플레이스테이션, 1996년에 세가 새턴으로 이식판이 출시됐다. 1996년에 목소리 연기 등을 추가한 확장판 《위저드리 골드》가 마이크로소프트 윈도우 및 매킨토시로 발매됐다.

## 반응
1993년 〈컴퓨터 게이밍 월드〉의 평론에서 《위저드리 VII》가 "현실과 같은 느낌을 주는 최초의 위저드리 게임"라고 적었다.

## 참조

### 주해
1. ↑  영어: Wizardry VII: Crusaders of the Dark Savant
2. ↑  영어: Wizardry Gold